# Lštění (hradiště)
Lštění je raně středověké hradiště severovýchodně od stejnojmenné vesnice v okrese Benešov ve Středočeském kraji. Založeno bylo pravděpodobně na přelomu devátého a desátého století a zaniklo ve století dvanáctém. Nevelké pozůstatky hradiště s kostelem svatého Klementa jsou chráněny jako kulturní památka.

## Historie
Hradiště bylo založeno nejspíše na přelomu devátého a desátého století, kdy patřilo k opěrným bodům na hranicích nejstaršího přemyslovského panství. Snad v době vlády knížete Václava byl na akropoli založen kostel. Jediná písemná zmínka o hradišti pochází z roku 1055, kdy jej Kosmas uvedl jako pevný hrad nazývaný Lešen. Tehdejším kastelánem byl Mstiš, který na hradě na pokyn knížete Spytihněva věznil těhotnou manželku jeho bratra Vratislava. Z hradiště bylo v té době spravováno území na dolním toku Sázavy, které se později stalo základem Vltavského kraje. Vzhledem k absenci dalších písemných pramenů se předpokládá, že hradiště zaniklo během dvanáctého století. Osídlení ostrožny přetrvalo a v okolí kostela svatého Klementa existovala vesnice Hradiště.

## Výzkum
Archeologické poznání hradiště je nedostatečné. V roce 1905 podnikl menší výzkum Josef Ladislav Píč a roku 1914 prováděl výkopy také František Ferdinand d'Este, ale jeho dokumentace se nedochovala. Malý záchranný výzkum v jihozápadní části opevněné plochy vedl v roce 1974 Miloš Šolle. Teprve koncem dvacátého století bylo magnetometrickým měřením doloženo opevnění vnějšího předhradí.

## Stavební podoba
Staveništěm hradiště s rozlohou osmi hekterů se stala trojúhelníkovitá ostrožna v nadmořské výšce okolo 355 metrů. Její strmý severní svah převyšuje dno sázavského údolí až o sto metrů. Na jihu a jihozápadě spadají prudké svahy do údolí Dubského potoka. Na východě spojuje ostrožnu s okolním terénem 190 metrů široká šíje, na níž je v podobě až pět metrů vysokého valu patrný jediný pozůstatek původní hradby neznámé konstrukce. Josef Ladislav Píč při svém výzkumu odkryl stopy vnitřní hradby tvořené dvěma souběžnými zdmi z nasucho kladených kamenů, které byly vzájemně propojené dřevěnou konstrukcí zasypanou zeminou. Vnější předhradí chránil zdvojený příkop a snad i val.